# Eton College
Eton College je chlapecká internátní předuniverzitní škola (pre-university level boarding school) v Etonu, městečku poblíž Windsoru. Byla založena  roku 1440 králem Jindřichem VI.
Etonská škola je jedna z nejelitnějších ve Spojeném království, o čemž taky svědčí třeba to, že Británii dala doposud již 20 premiérů a že na ní studovali princové William a Henry (zvaný Harry) z britské královské rodiny. Ročně zde studuje 1300 studentů.

## Školné
Roční školné činí kolem 26 000 liber, což je pro představu o čtvrtinu víc, než jsou roční životní náklady na Harvardově univerzitě v Bostonu, USA.